# بينيغرايغاوين (أنغلزي)
بينيغرايغاوين (بالإنجليزية: Penygraigwen)‏ هي منطقة سكنية تقع في ويلز في أنغلزي.